# Torneio Seletivo para o Campeonato Baiano de Futebol de 2012 - Segunda Divisão
O Torneio Seletivo para o Campeonato Baiano de Futebol da Segunda Divisão de 2012 foi a competição de futebol para preenchimento de duas vagas do Campeonato Baiano de Futebol de 2012 - Segunda Divisão.

## Regulamento
O torneio seletivo foi disputado no sistema de pontos corridos, as duas primeiras equipes mais bem colocadas garantiram o acesso à Segunda Divisão de 2012.
Em caso de igualdade no número de pontos na competição, os critérios de desempate são nesta ordem: número de vitórias; maior saldo de gols; maior número de gols marcados; maior número de pontos ganhos em confronto direto; maior número de saldo de gols em confronto direto; menor número de cartões vermelhos; menor número de cartões amarelos; sorteio.

## Participantes
O São Cristóvão Esporte Clube, de Salvador, estava inicialmente inscrito na competição, mas foi excluído por descumprimento do regulamento.
| Equipe       | Cidade           | Em 2011        | Estádio          | Capacidade | Títulos        |
| Astro        | Feira de Santana | Não Participou | Joia da Princesa | 19 274     | 0 (não possui) |
| Atlântico    | Lauro de Freitas | Não Participou | Itinga           | 3 000      | 0 (não possui) |
| Camaçariense | Camaçari         | Não Participou | Armando Oliveira | 7 000      | 0 (não possui) |
| Cruzeiro     | Cruz das Almas   | Não Participou | Barbosão         | 8 000      | 0 (não possui) |

## Classificação
| 1 | Astro        | 15 | 6 | 5 | 0 | 1 | 11 | 4 | 7  |
| 2 | Cruzeiro-BA  | 7  | 6 | 2 | 1 | 3 | 5  | 5 | 0  |
| 3 | Atlântico    | 7  | 6 | 2 | 1 | 3 | 5  | 9 | -4 |
| 4 | Camaçariense | 5  | 6 | 1 | 2 | 3 | 6  | 9 | -3 |

| Astro        | —   | 3–0 | 3–1 | 1–0 |
| Atlântico    | 2–1 | —   | 1–1 | 1–0 |
| Camaçariense | 1–2 | 2–0 | —   | 0–0 |
| Cruzeiro     | 0–1 | 2–1 | 3–1 | —   |

|  |                             |
|  | Acesso à 2° divisão de 2012 |

|  |                      |
|  | Vitória do mandante  |
|  | Vitória do visitante |
|  | Empate               |

### Desempenho por rodada
Clubes que lideraram a cada rodada:
| 1   | 2   | 3   | 4   | 5   | 6   |
| AST | AST | CRU | AST | AST | AST |

Clubes que ficaram na última posição de cada rodada:
| 1   | 2   | 3   | 4   | 5   | 6   |
| CRU | ATC | CMÇ | CMÇ | CMÇ | CMÇ |
| CRU | CAM | CMÇ | CMÇ | CMÇ | CMÇ |

## Premiação
| Torneio Seletivo 2012     |
| ------------------------- |
| Astro Campeão (1° título) |